# 212 (nombre)
Cet article concerne le nombre 212. Pour l'année, voir 212.
212 (deux cent douze) est l'entier naturel qui suit 211 et qui précède 213.

## En mathématiques
Deux cent douze est :
- Un nombre de Zuckerman.

## Dans d'autres domaines
Deux cent douze est aussi :
- l'eau bout à 212 degré Fahrenheit au niveau de la mer.
- le code téléphonique de la cité de New York.
- Indicatif du Maroc +212.
- Années historiques : -212, 212.
- La Ferrari 212, une automobile.